# Familles d'Abadie
Pour les articles homonymes, voir Dabadie.
Plusieurs familles ont porté ou porte le nom d'Abadie ou d'Abbadie. 
Le nom d’Abadie est selon les textes du XIe siècle au XVIIIe siècle attribué au possesseur d’abbaye laïque. Charlemagne avait institué, spécialement dans le Béarn, des abbés laïcs chargés de la défense des monastères et recevant en échange des droits plus ou moins importants sur lesdits monastères ou les biens qui en dépendaient,.

## Famille d'Abadie (Guyenne puis Languedoc)
Famille languedocienne notamment établie à Toulouse en 1789, probablement éteinte.
Guillaume d'Abadie, seigneur de Villeneuve, de Tonens et autres places, épousa Cécile-Madeleine de Roche, dame de la baronnie d'Aigalliers et de Montaran, dont il eut, entre autres enfants : Blaise-Pascal d'Abadie, seigneur de la baronnie d'Aigalliers, de Villeneuve, Tonens et autres places, marié à Paris avec Jeanne de la Chaume. Il comparut à l'assemblée de la noblesse de la sénéchaussée d'Uzès, pour l’élection des députés aux états généraux du royaume en 1789. Il eut pour fils : Alexis, baron d'Abadie, officier de dragons, né en 1795.

## Famille d'Abadie (Hautes-Pyrénées)
Famille originaire des Quatre-Vallées. Surtout connue avec Jean Melchior Dabadie de Bernet, général de la Révolution et baron d’Empire, et son frère Jean-Joseph Melchior Dabadie de Bernet. Il fut élu, en 1789, par le pays des Quatre-Vallées, député suppléant de la noblesse de la sénéchaussée de Guyenne aux États généraux du royaume, où le 27 août il remplaça M. le comte de Ségur, démissionnaire, puis général du génie.

## Famille d'Abadie d'Arboucave, de Saint-Germain, de Canou, de Saint-Castin,etc.
Cette famille d'Abadie ou d'Abbadie, est originaire de Béarn et a formé dans la seconde moitié du XVIe siècle et au XVIIe siècle, quatre branches connues sous les noms de d'Abadie d'Arboucave, d'Abadie de Saint-Germain, d'Abadie de Canou et d'Abadie de Saint-Castin.
Cette famille a fourni des présidents et des conseillers au parlement de Navarre, des officiers, etc.
Sa filiation remonte à Bertrand d'Abadie, abbé laïc de Maslac, conseiller et maître des requêtes du roi de Navarre († avant 1567). Elle fut l'une des plus brillantes familles parlementaires de sa région. Le premier de ses membres qui entra au parlement de Navarre fut connu sous le titre de baron d'Arboucave. Elle fut maintenue noble en 1666 pour les branches d'Arboucave et de Saint-Germain. Une branche qui possédait les seigneuries de la Salle et de Cadarcet, fut maintenue noble en 1699 et 1700. Les chefs des différentes branches de cette famille étaient connus sous les titres de baron et vicomte. Le dernier mâle de la branche d'Arboucave fut François d'Abadie, baron d'Arboucave décédé en 1825. L'héritière de la branche de Saint-Castin, Marie-Anselme d'Abadie, baronne de Saint-Castin épousa en 1730 Pierre de Bourbon, avocat au parlement de Navarre.
Gustave Chaix d'Est-Ange indique que la famille d'Abadie s'est partagée en un certain nombre de branches qui se distinguaient par les surnoms terriens de Saint-Germain, d'Arboucave, de Bargues, et dont plusieurs se sont perpétuées jusque dans la deuxième moitié du XIXe siècle. Les chefs de ces diverses branches étaient connus sous les titres de barons ou de vicomtes.
Jean-Pierre d'Abadie, chevalier, vicomte de Saint-Germain, seigneur de St-Germain-Labeyrie et Francois d'Abadie, seigneur baron haut justicier de la terre d'Arboucave, prirent part en 1789 aux assemblées de la noblesse tenues à Dax. Henri d'Abadie d'Arboucave fut admis en 1703 dans l'ordre de Malte[réf. nécessaire].

## Famille d'Abadie de Châteaurenaud
Famille d'origine béarnaise mentionnée au XVIIe siècle à Saint-Groux. Maintenue noble en 1666.

## Famille d'Abadie de Ségalas (Béarn puis Poitou)
Le Dictionnaire historique et généalogique des familles du Poitou (1891), indique que cette famille fit enregistrer à Armorial général de France de 1696 de d'Hozier les armes d'or, à l'arbre de sinople, au lévrier de gueules colleté d'argent, attaché au tronc avec une chaîne de même et un chef d'azur. Il donne une filiation suivie depuis Joseph d'Abadie, du Béarn, vivant au XVIIe siècle, qui épousa Charlotte Moizon, dont le fils Louis d'Abadie épousa en Poitou le 13 avril 1728 Marie-Anne Montaubin. Son descendant René-Jacques-Roger d'Abadie épousa le 7 octobre 1880 Marie-Mathilde de Beaufranchet.
Cette famille est nommée :
- d'Abadie de Ségalas, dans l'ouvrage Les vieux noms de la France de l'Ouest (1954)
selon l'auteur, la filiation est suivie depuis Roger, allié à Marie de Minvielle ; leur fils Jean fut baptisé à Salies-de-Béarn, le 17 septembre 1535. Joseph, petit-fils de ce dernier, mourut en 1728 en Poitou , où il s'était fixé et où il a fait souche[13].
- d'Abadie (ou Dabadie) de Gobertière, dans l'ouvrage de Gustave Chaix d'Est-Ange (1903)[14]
« Eugène-René Dabadie, né le 15 mai 1820, petit-fils de René et de Julie Villeret, épousa le 12 avril 1847 Alphonsine Savin d'Orfond, fille d'une demoiselle de Gobertière il en eut lui-même deux fils qui furent connus sous le nom de d'Abadie et dont le second, Roger Dabadie, marié en 1880 à Melle de Beaufranchet a vainement demandé le 9 juin 1891 l'autorisation de joindre à son nom celui de de Gobertière »

Gustave Chaix d'Est-Ange écrivait que « Cette famille du Poitou semble par la similitude des armoiries vouloir se rattacher à la précédente [d'Abadie d'Arboucave] », ajoutant « On ne voit pas que ces divers personnages aient porté de qualifications nobiliaires. On trouve cependant qu'un M. Dabadie, sieur de Sautonne, fut convoqué en 1789 aux assemblées de la noblesse du bailliage de Loudun, mais fit défaut ; outre que cette convocation ne serait pas une preuve absolue de noblesse, il est très possible que ce personnage ait appartenu à une des autres familles d'Abadie ou d'Abbadie qui ont existé dans cette région. »
Cette famille fait partie de la noblesse pontificale, René-Raoul d'Abadie reçut un titre de comte par bref pontifical du 24 mars 1896 et de marquis par bref pontifical du 30 octobre 1899. Pierre-Marie Dioudonnat écrit dans Le Simili-nobiliaire français (2002) : « Raoul d'Abadie est condamné par le tribunal de Bellac, en 1904, pour avoir porté publiquement un titre non autorisé en France ». 
L'Annuaire de la noblesse de France (1906) rapportait un jugement du 15 juillet 1905 indiquant : « Si, Raoul d’Abadie cherche à se rattacher à Arrnaud Guilhem d’Abadie de Ségalas figurant au dénombrement du Béarn de 1375, et à Arnaud-Guilhem d’Abadie, notaire à Saliés en 1342, il ne justifie d’une filiation directe avec ces deux ancêtres (...) les actes les plus anciens sur lesquels la Cour puisse faire porter ses investigations sont trois actes de baptême de la paroisse de Saliès s’appliquant à trois enfants de Roger d’Abadie ou de Ségalas et de Marie de Minbielle, ancêtres avec lesquels Raoul d’Abadie justifie d’une filiation directe.(...) Le troisième acte de baptême en date du 17 septembre 1595, bien que ne portant pas le nom d’Abadie, s’applique évidemment à un fils dénommé Jehan, de Roger d’Abadie et de Marie de Mimbielle quoique le père nommé dans les actes précédents Roger d’Abadie ou de Ségalas ne soit désigné que sous le nom de Rogé de Ségalas. ».

## Famille d'Abadie de Nodrest
Famille de Bigorre connue depuis le XVIIe siècle.

## Famille d'Abbadie d'Arrast
Famille originaire de la Soule, elle est surtout connue pour les explorateurs Antoine et Arnaud Michel d'Abbadie, qui ont demandé le 7 août 1883 et obtenu par décret, peu de temps après, l'autorisation de joindre à leur nom celui de la terre patrimoniale d'Arrast. Cette famille peut ainsi être considérée comme appartenant à la noblesse d'apparence.

## Famille d'Abbadie d'Arricau
Famille béarnaise connue depuis le XVIe siècle, éteinte au XVIIIe siècle.

## Famille d'Abbadie de Barrau
Famille d'origine béarnaise, descendante en ligne masculine d'une famille de Barrau anoblie par charge de secrétaire du roi (1732-1747). Gabriel de Barrau reprit à la fin du XVIIIe siècle le nom de sa mère Françoise d'Abbadie, héritière des familles d'Abbadie de Bastanès et d'Abbadie de Sus. Bernard-Gabriel-Xavier d'Abbadie de Barrau appartenait à cette famille.
Elle est une famille subsistante de la noblesse française[réf. nécessaire].

## Famille d'Abbadie de Bastanès
Famille béarnaise, elle tire son nom de l'abbaye laïque de Bastanès. Elle s'éteint au XVIIIe siècle dans la famille de Barrau devenue d'Abbadie de Barrau.

## Famille d'Abbadie de Camplong
Famille béarnaise éteinte au XVIIIe siècle.

## Famille d'Abbadie de Cantillac
Famille originaire de Bigorre. Pierre-Antoine d'Abadie de Cantillac, né à Vic-en-Bigorre le 30 mai 1833, mort le 20 août 1903 a été inhumé au cimetière de Montmartre (division 25),.

## Famille d'Abbadie d'Ithorrotz
Cette famille appartient à la noblesse du pays de Soule et en Poitou, où elle a possédé de toute ancienneté l'abbaye ou l'abbadie laïque d'Ithorrots. D'après Henri Beauchet Filleau, elle aurait justifié devant les États de Soule en 1769, qu'elle descendait de noble Peyroton d'Abbadie, abbé laïque d'Ithorrots, en 1504. Noble Michel d'Abbadie, notaire royal héréditaire au pays de Soule, y possédait en 1613 l'abbaye ou abbadie laïque d'Ithorrots, vassale de la vicomté de Soule. Jean d'Abbadie, président au parlement de Navarre, charge héritée de son père Bertrand d'Abbadie, achète la baronnie de Bressuire en 1770. Elle fut anoblie par charge au parlement de Navarre en 1747.
Elle est une famille subsistante de la noblesse française, adhérente à l'Association d'entraide de la noblesse française, depuis 1997.

## Famille d'Abbadie de Livron, puis de Livron
Famille béarnaise connue depuis le Moyen Âge. Ignace de Livron, maréchal de camp, fut reçu aux honneurs de la Cour en 1787. Éteinte en 1856 avec Jacques, connu sous le titre de marquis de Livron, conseiller général des Basses-Pyrénées.

## Famille d'Abbadie d'Oroignen
Famille béarnaise éteinte au XVIIIe siècle.

## Famille d'Abbadie (Normandie)
Famille d'origine béarnaise, anoblie en 1578, établie en Normandie.

## Famille d'Abbadie (originaire de Sus, Béarn)
Famille béarnaise éteinte, connue depuis le XVIe siècle, maintenue noble en 1670.

## Personnages non rattachés
- Jean-Jacques Blaise d'Abbadie, gouverneur de Louisiane de 1763 à 1765.
- Francois-Jérôme d'Abadie, gouverneur de la Bastille (1758- 1761)[réf. nécessaire].

## Origine du nom
La spécialiste des noms de famille, Marie-Odile Mergnac, dans Les noms de famille en France (2000) écrit : « Abadie ou Abbadie. À l'origine le mot Abadie correspond à la forme méridionale du mot abbaye. Le patronyme désignait ainsi le serviteur d'une abbaye. On trouve aujourd'hui en France environ 10 000 Abadie et 1 000 Abbadie. ». Elle précise que : « Ce patronyme du Sud-Ouest est un dérivé du terme abadie, forme méridionale du mot abbaye. Il désignait les habitants voisins d'une abbaye. Près de 1 500 porteurs du nom Dabadie ont été recensés en France. ».
Lorédan Larchey, dans son Dictionnaire des noms (1880), écrivait : « Abadie, Abbadie. S'est écrit dans l’origine D'abadie ou De l’abadie. Les Labadie sont encore nombreux. Le mot essentiel (abadie) est resté seul. On ne peut qu'y reconnaître l’ancien mot provençal abadia (abbaye, maison de religieux gouvernés par un abbé), ou encore abadia (forêt de pins). Les premiers personnages qui ont reçu ce surnom devaient donc habiter près d’une forêt de pins ou d’une abbaye ; ils ont pu encore être les tenanciers de cette même abbaye. Ils étaient, en outre, d’origine méridionale. On rencontre aussi des Abbadie et des Labbadie ; ils doivent être interprétés de même, en éliminant toutefois le sens de forêt de pins, qui ne concerne que les Abadie (avec un seul b). ».
Dans un jugement du 12 juillet 1905 à l’égard de Dabadie (René-Raoul) et Millet (Madeleine-Celeste-Marie), la Cour d'appel de Riom énonçait les fait suivants sur l'étymologie du nom d'Abadie : « Ce nom fut le plus souvent emprunté soit au métier, soit à une particularité physique de celui auquel il fut le premier attribué, soit, enfin et surtout, pour les propriétaires de fiefs ou de biens fonds, au lieu de leur résidence ou à la dénomination de leur fief; l’étymologie du mot d'Abadie, en l’attribuant au mot espagnol Abadie qui signifie abbaye; Que l'origine béarnaise de la famille d'Abadie fortifie singulièrement cette attribution étymologique, puisqu‘il est historiquement prouvé que Charlemagne avait institué, spécialement dans le Béarn, des abbés laïcs chargés de la défense des monastères et recevant en échange des droits plus ou moins considérables sur lesdits monastères ou les biens qui en dépendaient; et que d'autre part, l’armorial du Béarn, dressé en l’exécution de l'édit d’octobre 1696, démontre que toutes les familles d'Abadie qui y figurent avaient pour ancêtres des abbés laïcs. ».

## Pour approfondir